# East Aurora
East Aurora és una població dels Estats Units a l'estat de Nova York. Segons el cens del 2000 tenia 6.673 habitants.

## Demografia
Segons el cens del 2000, East Aurora tenia 6.673 habitants, 2.596 habitatges, i 1.728 famílies. La densitat de població era de 1.026,5 habitants/km².
Dels 2.596 habitatges en un 34,2% hi vivien nens de menys de 18 anys, en un 54,9% hi vivien parelles casades, en un 8,9% dones solteres, i en un 33,4% no eren unitats familiars. En el 30% dels habitatges hi vivien persones soles el 12,8% de les quals corresponia a persones de 65 anys o més que vivien soles. El nombre mitjà de persones vivint en cada habitatge era de 2,44 i el nombre mitjà de persones que vivien en cada família era de 3,05.
Per edats la població es repartia de la següent manera: un 25,6% tenia menys de 18 anys, un 5,3% entre 18 i 24, un 27,6% entre 25 i 44, un 22,6% de 45 a 60 i un 18,8% 65 anys o més.
L'edat mediana era de 40 anys. Per cada 100 dones de 18 o més anys hi havia 82,5 homes.
La renda mediana per habitatge era de 49.028 $ i la renda mediana per família de 59.250 $. Els homes tenien una renda mediana de 42.969 $ mentre que les dones 32.111 $. La renda per capita de la població era de 22.753 $. Entorn de l'1,9% de les famílies i el 3,7% de la població estaven per davall del llindar de pobresa.